# 中泊町立薄市小学校
中泊町立薄市小学校（なかどまりちょうりつ うすいちしょうがっこう）は、青森県北津軽郡中泊町薄市にある公立小学校。児童数は39名（2022年現在）。

## 概要
旧中里町の一部を学区とする。主な進学先は、学区内の中泊町立中里中学校である。

## 沿革
- 1877年（明治10年）6月25日 - 薄市小学として創立する[2]。
- 1881年（明治14年）4月 - 字飛石に校舎新築。
- 1886年（明治19年） - 薄市簡易小学校に改称する。
- 1892年（明治25年） - 今泉簡易小学校を併合。小学校令により、薄市尋常小学校と改称。
- 1907年（明治40年）11月 - 薄市字沖原117番地に校舎新築移転。
- 1920年（大正9年）6月25日 - 高等科を併置し、薄市尋常高等小学校と改称。
- 1939年（昭和14年）12月23日 - 薄市字飛石37番7号に校舎新築移転。
- 1941年（昭和16年）4月1日 - 国民学校令により、薄市国民学校と改称。
- 1947年（昭和22年）4月1日 - 学校教育法により、内潟村立薄市小学校と改称。同日、内潟中学校を併置し、高等科を中学校に移籍。
- 1950年（昭和25年）11月18日 - 内潟中学校独立新校舎完成し、移転分離。
- 1952年（昭和27年）4月7日 - 校舎が類焼する。
- 1953年（昭和28年）1月6日 - 大字薄市字飛石34番地に校舎新築移転。
- 1955年（昭和30年）3月1日 - 昭和の大合併により、中里町立薄市小学校と改称。
- 1991年（平成3年）3月[3] - 大字薄市字飛石田野沢187番8号(現在地)に、新校舎落成。
- 2005年（平成17年）
  - 3月28日 - 平成の大合併により、中泊町立薄市小学校と改称。
  - 4月1日 - 今泉小学校を統合する。

## 学区
高根（通称下高根）、今泉、薄市。

## 部活動
- 総合運動部（野球、陸上競技など）
- 総合文化部

## 周辺
- 国道339号線[4]
- 薄市川
- やや離れたところには、青森県立中里高等学校もあった。

## アクセス
- 弘南バス中里・小泊線「上薄市」バス停下車後、徒歩約350m・約6分。

## 参考資料
- 『青森県教育史 別巻』（青森県教育委員会・1973年12月20日発行）「学校沿革 小学校」801頁「薄市小学校」